# ملبيغية
الملبيغية (الاسم العلمي: Malpighiaceae) هي فصيلة من النباتات تتبع رتبة الملبيغيات من طائفة ثنائيات الفلقة.

## أسر
- ملبيغياوات

## أجناس
- الملبيغيا